# Freddy Lombard
 (octobre 2018).
 (septembre 2019).
- Si vous ne connaissez pas le sujet, laissez ce bandeau (vous pouvez alors contacter les auteurs).
- Si vous supprimez le contenu mis en cause (vous pouvez préalablement contacter les auteurs),

argumentez précisément cette suppression dans la page de discussion
(un manque de référence n'est pas un argument ; une recherche réelle de référence doit avoir été effectuée, être formellement documentée).
Les Aventures de Freddy Lombard est une bande dessinée de Yves Chaland. La série est composée de cinq albums. Elle raconte les aventures de Freddy Lombard et de ses deux amis Dina et Sweep. La série s'est interrompue après le décès accidentel de son auteur.

## Synopsis
Les trois protagonistes de cette série sont des jeunes gens désargentés. Dans le sillage du très imaginatif et fantasque Freddy Lombard, ils vont vivre des aventures animées en Afrique [2], dans les calanques de Marseille alors qu'une comète menace de percuter la terre [3], dans le Budapest de 1956 lors de l'insurrection contre les soviétiques et finalement dans un avion géant [5].

## Personnages
- Freddy Lombard : le héros de la série. C'est un personnage fantasque en permanence en mouvement qui recherche une vie pleine de mouvement. Il aime la littérature et les livres. Dans le premier album, il est plongé à plusieurs reprises dans l'encyclopédie des tribus africaine. Dans la deuxième histoire de ce même album, il recherche l'explication du mystère qui se présente à lui dans divers ouvrages sur l'Afrique et les éléphants. Dans la comète de Carthage, il compare le mystérieux sculpteur Carrier-Deleuze au poète grec Phidias et lui récite des poèmes. Il est capable de tirades mémorables pour arriver à ses fins :

«L'été quarante, dans le maquis du Puy-de-Dôme. Geneviève, car elle s'appelait Geneviève, était une saine et solide auvergnate aux cheveux auburn. Sa généreuse poitrine tendait un léger corsage de liberty rose. Le colonel X, notre chef de réseau, nous avait marié, quelques jours auparavant, dans le plus grand secret. Harcelés par les boches, notre groupe fut décimé. Nous nous repliâmes, Geneviève et moi, dans le cratère d'un volcan éteint. C'était nos premiers instants de répit depuis la cérémonie nuptiale. Nous ne pouvions nous contenir plus longtemps ce fut Byzance, Hiroshima, la Saint Barthélemy. La terre se mit à trembler de Saint-Flour à Clermont-Ferrand....» (Vacances à Budapest).
Il est animé d'un optimisme à toute épreuve et ne se laisse jamais abattre par le pessimisme : «Arrête de te lamenter! D'autres furent moins munis dans des situations ô combien plus désespérées. Nous avons la fourchette. L'épiderme du poulpe séché et tressé servira à confectionner une corde» (La comète de Carthage).
Ces lubies fantasques entraînent ses amis dans des aventures rocambolesques.
- Dina : La sérieuse du groupe. C'est elle qui ramène les trio les pieds sur terre. Elle est d'une élégance parfaite même dans les situations les plus aventureuses (voir [3]). Elle porte le même nom que le héros féminin des 4 As et par certains aspects lui ressemble.
- Sweep : Le suiveur et fidèle ami. Il suit aveuglément son copain Freddy. Il a une énergie sans fin qui ne laisse pas indifférent la belle espionne soviétique Svetlana Vlativolova.

## Albums
- Yves Chaland, Les Aventures de Freddy Lombard :

1. Le Testament de Godefroid de Bouillon, Magic Strip, coll. « Atomium 58 », 1981  (ISBN 2803500507)[1]. Les héros aident un descendant ivrogne du célèbre croisé à rechercher l'héritage secret de son ancêtre.
2. Le Cimetière des éléphants (couleurs d'Isabelle Beaumenay), Les Humanoïdes associés, coll. « Eldorado », 1984  (ISBN 2731603046)[2] L'album comporte deux histoires sur le thème de l'Afrique coloniale. La première histoire se déroule en Urundi, territoire africain sous mandat de la Belgique. Les trois héros partent à la recherche d'une plaque photographique représentant l'explorateur Livingstone. L'évocation du colonialisme est évoqué par l'auteur au deuxième degré et rappelle l'Afrique de Hergé et de André Franquin. La deuxième histoire se déroule à Paris, alors que Freddy vient de convertir les derniers francs dont dispose la bande en une croûte représentant le cimetière des éléphants. Il sera confronté à une série de crimes touchant d'anciens explorateurs et à un mystérieux homme éléphant.
3. La Comète de Carthage (scénario co-écrit avec Yann, couleurs d'Isabelle Beaumenay-Joannet), Les Humanoïdes associés, coll. « Eldorado », 1986  (ISBN 2731603984). Alors qu'une comète menace la planète, les trois héros récupèrent des épaves dans les calanques. Des enfants découvrent le cadavre d'une jeune femme sur la plage de Cassis. Chaland évoque dans une atmosphère de fin du monde le Salammbô de Gustave Flaubert dans une aventure où Freddy rencontrera l'amour : « Freddy...Freddy, te souviens-tu ? L'an dernier dans les jardins d'Amilcar, au milieu des restes de Carthage, tu étais assis près de moi. Le soir tombait, tout s'agitait dans une rougeur épandue, car Moloch, comme se déchirant, versait à pleins rayons sur les ruines la pluie d'or de ses veines... » Les personnages secondaires sont nombreux et jouent un rôle important concourant à l'ambiance : le mystérieux et inquiétant sculpteur Carrier-Deleuze, le savant belge Auguste Piccard, Fernand le gendarme, Alaïa la jeune tunisienne, etc..
4. Vacances à Budapest (scénario coécrit avec Yann, couleurs d'Isabelle Beaumenay-Joannet), Les Humanoïdes associés, coll. « Eldorado », 1988  (ISBN 2731605081). 1956, la révolte gronde en Hongrie. Freddy et Sweep accompagnent le jeune Laszlo qui court au secours de son pays. Au plein cœur de la révolte à Budapest, les trois compères devront à leur tour secourir Laszlo. En plus de la description de Budapest au plus fort de la bataille, l'album évoque les dissensions et les désaccords qui secouent le parti communiste hongrois en cette année 1956. On apprend que le nom complet de Dina est Dina Martino.
5. F.52 (scénario co-écrit avec Yann, couleurs d'Isabelle Beaumenay-Joannet), Les humanoïdes associés, coll. « Pied jaloux », 1989  (ISBN 2731606932). Un avion géant révolutionnaire décolle de l'aéroport parisien du Bourget. Freddy, Dina et Sweep sont membres de l'équipage. Un drame se noue, un couple échange leur fille handicapée contre une petite fille blonde et ravissante qu'ils enlèvent. Les trois héros devront faire œuvre d'astuces et de détermination alors que l'équipage se ligue contre eux. Cet album se déroulant dans le huis clos de l'avion est le plus sombre de la série.

- Yves Chaland, Les Archives  Freddy Lombard (couleurs d'Isabelle Beaumenay-Joannet, rédactionnel de José-Louis Bocquet), Champaka, 2004  (ISBN 2930142014). Ouvrage reprenant des témoignages, illustrations et documents relatifs à Yves Chaland et Freddy Lombard[3].

## Postérité
Depuis 2011, le festival BD'Art de Rive-de-Gier attribue chaque année un Prix Freddy Lombard (également appelé Prix Freddy Lombard-Chaland selon les années) pour récompenser le meilleur premier album parmi les auteurs présents lors de l'évènement.